# لويس أفيليس
لويس أفيليس (بالإسبانية: Luis Avilés)‏ هو لاعب كرة قدم أرجنتيني في مركز الوسط، ولد في 2 يوليو 1990 في بوينس آيرس في الأرجنتين. لعب مع ديبورتيفو إسبانول.

## وصلات خارجية
- لويس أفيليس على موقع Soccerway.com (الإنجليزية)